# سیارک ۱۴۹۱
سیارک ۱۴۹۱ (به انگلیسی: 1491 Balduinus، نامگذاری:1938EJ) هزار و چهارصد و نود و یکمین سیارک کشف شده‌است که در ۲۳ فوریه ۱۹۳۸ کشف شد.
قدر مطلق سیارک برابر ۱۲٫۲۰ است.